# Eterostruttura
Un'eterostruttura è un cristallo composto da più semiconduttori di diverso tipo. Generalmente questi sono nella forma di strati più o meno sottili allineati uno dopo l'altro in una direzione detta direzione di crescita. L'interfaccia tra uno strato ed il successivo è detta eterogiunzione.

## Realizzazione
È possibile realizzare eterostrutture molto raffinate, con passaggi da un semiconduttore ad un altro con precisione atomica, per mezzo di tecniche di crescita epitassiale come la epitassia da fasci molecolari (o MBE, dall'inglese Molecular Beam Epitaxy) o la MOCVD (dall'inglese Metal-Organic Chemical Vapor Deposition). Tali tecniche permettono di depositare i materiali con una tale accuratezza da fornire una gamma di possibilità estremamente vasta alla realizzazione di eterostrutture. 
In particolare, tramite l'alternarsi di materiali di banda proibita diversa, esse offrono la possibilità di sviluppare sistemi in cui i portatori di carica sono confinati in spazi a dimensionalità ridotta. In questo modo si possono ottenere materiali più efficienti da un punto di vista ottico o con maggiore mobilità dei portatori. Proprio per questo, la maggior parte dei dispositivi a semiconduttori prodotti attualmente sono costituiti da eterostrutture: queste sono gli elementi fondamentali di sorgenti e rivelatori ottici ad alte prestazioni e di dispositivi digitali e analogici che richiedano elevate frequenze di funzionamento.
Dal punto di vista matematico, le eterostrutture e le loro proprietà possono essere studiate con vari gradi di precisione: dai metodi più idealizzati, adatti alla modellazione di cristalli particolarmente puri, a quelli in grado di tenere in considerazione impurità del cristallo o drogaggi di vario tipo.

## Eterostrutture ideali
In un modello di eterostruttura idealizzato, si parla di perfetto adattamento reticolare quando i vari semiconduttori sono caratterizzati da cristalli della stessa simmetria (per esempio quella della zincoblenda) e con passi reticolari delle stesse dimensioni. Si trascurano quindi effetti di deformazione elastica che potrebbero portare a modificare la struttura a bande del cristallo. In tale modello, si suppone inoltre che il cristallo conservi una totale omogeneità e isotropia nelle direzioni ortogonali alla direzione di crescita, presa lungo un asse cubico.
In tali condizioni, si perde dunque la simmetria traslazionale del cristallo nella direzione di crescita: non è più possibile parlare di autofunzioni di Bloch e quindi di teoria a bande in quel verso. Si può invece continuare a parlare di bande per le direzioni ortogonali a quella di crescita e l'approssimazione di perfect lattice matching fa sì che nei vari strati la struttura a bande abbia le stesse simmetrie e le varie bande si riferiscano ad energie diverse. Nonostante ciò, si ritrova in tutti i semiconduttori dell'eterostruttura uno stesso punto delle bande.
Una successiva approssimazione, detta di bande piatte, trascura tutti gli effetti di trasporto di carica che si possono verificare alle interfacce dei vari semiconduttori e che possono dare luogo a campi elettrici. Considerate tutte queste approssimazioni, graficando un punto delle bande in funzione della direzione di crescita, si ottiene una funzione costante a tratti.
Fra i modelli di eterostruttura si riconoscono il punto quantico, il filo quantico il pozzo quantico, il super reticolo e il pozzo quantico multiplo. Ogni struttura presenta particolari effetti quantistici generati dalla discretezza degli stati energetici in alcune direzioni spaziali.

## Schemi eterostrutture

Pozzo quantico
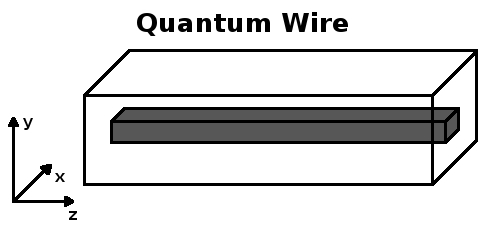
Filo quantico
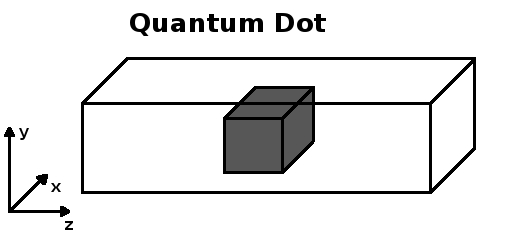
Punto quantico
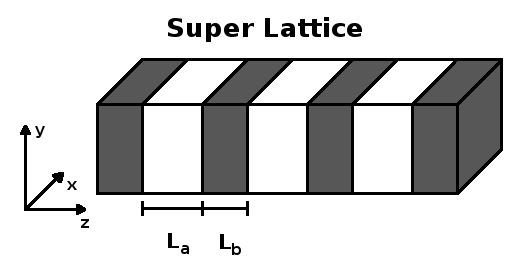
Super reticolo
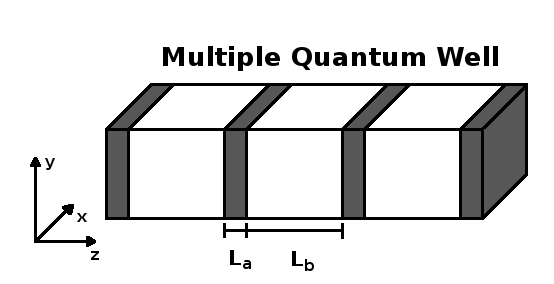
Pozzo quantico multiplo